# Verdeckter Kampf
Verdeckter Kampf (VK, gleichzeitig Abkürzung für Verdeckte Kämpfer) war in den 1960er/70er Jahren in der Bundesrepublik Deutschland ein militärischer Begriff für eine hypothetische kommunistische, subversive Strategie mit Elementen des Guerilla- und Partisanenkriegs sowie kriminellen und terroristischen Aktionen. Zahlreiche Aspekte des VK weisen Parallelen zum Begriff der so genannten Asymmetrischen Kriegführung auf. Für die Abwehr des VK waren in der Bundeswehr die Heimatschutztruppe bzw. die Heimatschutzkommandos zuständig. Nach der 1977 gültigen Zentralen Dienstvorschrift der Bundeswehr (ZDv) 3/11 war der VK die Kampfweise von Banden, Sabotagetrupps und Terroristen. Sie wurden informell auch als X-Kräfte bezeichnet.

## Definition von Ernst Grimmel
Der Begriff VK wurde in der Bundesrepublik offenbar erstmals von Ernst Grimmel in seiner 1964 in Bremen erschienenen Broschüre Partisanen im Schwarzwald? thematisiert. Vermutlich handelte es sich beim Autorennamen um ein Pseudonym. Grimmel bezeichnete sich im Vorwort als Nicht-Militär, machte jedoch keine weiteren Angaben zu seiner Person oder seiner Tätigkeit. Weitere Veröffentlichungen von ihm sind nicht bekannt.
Hintergrund des VK war nach Grimmels Ansicht eine veränderte globale militärstrategische Situation nach der Kubakrise 1962. Diese hätte ein nukleares Patt erzeugt, das die Führung eines konventionellen Krieges in absehbarer Zukunft unmöglich mache. Dadurch entstehe eine Grauzone zwischen Krieg und Frieden, die von kommunistischer Seite aus durch den VK genutzt werden könne, um durch globale Aktionen und unter dem Deckmantel des Begriffs „Befreiungskrieg“ das internationale Machtgleichgewicht zugunsten der kommunistischen Welt zu verschieben.
Besonders gefährdet erschien Grimmel die Bundesrepublik; einmal durch ihre strategische Lage, andererseits durch den Umstand, dass der kommunistische Gegner von der Sowjetzone (DDR) aus in Zusammenarbeit mit der seit 1956 illegalen KPD in Westdeutschland einen Umsturz herbeiführen könne. Die Bevölkerung sei inzwischen an eine klare Trennung zwischen Krieg und Frieden gewöhnt und betrachte den Kalten Krieg als Friedenszustand. Die föderative Struktur der Bundesrepublik, ein generelles Unbehagen gegen den Einsatz von Truppen im Innern und die Abneigung der westdeutschen Polizei gegen eine kriegsähnliche Verwendung würden einen potentiellen Angriff durch VK begünstigen. Daher existiere eben kein Gleichgewicht des Schreckens zwischen der NATO und dem Warschauer Pakt, da letzterer ein Monopol auf den VK in Westdeutschland besitze. Als besonders brisant erschienen Grimmel zwei Optionen des VK:
1. Der Einsatz von VK in deutschen Uniformen gegen die drei westlichen Stationierungsmächte Großbritannien, Frankreich und USA, was deren Hass provozieren könne,
2. Ein sowjetisches Angebot für eine deutsche Wiedervereinigung. In diesem Kontext warnte Grimmel auch vor einer Neubildung des Nationalkomitees Freies Deutschland und dem Beginn eines VK.

Tatsächlich sei die Gefahr des VK für den Westen jedoch schon seit dem Beginn des Kalten Kriegs vorhanden. Seit 1945 habe es eine Reihe von Kämpfen gegeben, die unsystematisch als Krieg, Partisanenbewegung, Guerilla, Aufstand  usw. bezeichnet wurden. Diese seien keine Kriege im herkömmlichen politischen oder militärischen Sprachgebrauch. Die Mehrzahl dieser VK sei zugunsten der Kommunisten ausgegangen, wobei Grimmel den Guerillakrieg der EOKA von Georgios Grivas auf Zypern nicht erwähnt, der gerade wegen seiner terroristischen Komponente idealtypisch für seine Definition des VK gewesen wäre.
Ein Sicherheitsrisiko sah Grimmel auch in den Gastarbeitern, da sich unter ihnen zahlreiche Kommunisten befänden, die z. B. wie Griechen und Spanier über Erfahrungen aus dem Griechischen und dem Spanischen Bürgerkrieg verfügen würden. Andererseits würden sie kein klassisches Rekrutierungspotential bilden, da sie als Ausländer nicht untergetaucht kämpfen könnten.
Angriffsziele seien Technik, Verkehr, Nachrichtenverbindungen und Behörden. Zwar habe der Partisan in Bezug auf Taktik und Technik gewisse soldatische Züge, der VK sei aber politkriminell und mehr Gangster als Soldat. Für Sabotageakte in der Bundesrepublik seien keine Feuerwaffen oder Sprengstoff notwendig. Besonders anfällig seien die Chemieindustrie und die Truppentechnik der Bundeswehr. Auch sei der Einsatz von BC (Bio-chemischen)-Waffen möglich; eine künstlich hervorgerufene Grippe-Epidemie könne die Führung des Landes lähmen.
Das Operationsgebiet der VK sei aufgrund ihrer Anonymität die Stadt. Die deutschen Altstädte seien zwar  keine Kasbah, würden aber ausreichend Unterschlupf bieten, was die Warschauer Aufstände 1943 und 1944 (Aufstand im Warschauer Ghetto, Warschauer Aufstand) und der Kampf um Breslau 1945 bewiesen hätten. Objekte des VK wären Wasserwerke, die Lebensmittelzufuhr, die Energieversorgung, die Abwässerbeseitigung und Kommunalverwaltung sowie Umspannwerke und Wasserpumpwerke.
Grimmel hielt einen Einsatz der Bundeswehr im Innern angesichts der Aspekte des VK auch im Frieden für notwendig, war sich aber über deren konkrete Rolle nicht im Klaren. Eine gesetzliche Regelung sei unbedingt notwendig, damit keinesfalls Stationierungstruppen eingreifen müssten. Alle Soldaten der Bundeswehr müssten in der Abwehr des VK ausbilden und dabei auf Erfahrungen der Polizei zurückgreifen:

„Der speziellen Ausbildung müsste demnach eine militärische Studie vorausgehen, die auch ermittelt, welche taktischen Lehren die einzelnen Waffengattungen für den verdeckten Kampf zu ziehen haben. Darüber hinaus sollte man die Polizei (Verkehrs-,  Schutz-, Ordnungs- und Kriminalpolizei) um Rat fragen, weil diese das besondere Gefechtsfeld und seine Probleme besser kennt.“

Notwendig sei auch die Psychologische Kriegsführung, für die umgehend Vorbereitungen getroffen werden müssten.

## Der verdeckte Kampf nach Wolff/Günter/Moritz
Wolff/Günter/Moritz definierten den VK 1965 folgendermaßen:

„Der Verdeckte Kampf ist die ‚gewaltsame Auseinandersetzung‘ zwischen irregulären Kräften und der legalen Staatsmacht. Der Angriff wird – möglichst unerkannt – von außen  vorbereitet und nach einem bestimmten Operationsplan durchgeführt. Das Angriffsziel besteht darin, die legale Staatsmacht zu erschüttern und nach Möglichkeit zu stürzen. Der Verdeckte Kampf kann als selbständige Erscheinungsform der Auseinandersetzungen oder als Vorstufe bzw. Begleiterscheinung des offenen Krieges zwischen Staaten geführt werden. Er wird aber in den meisten Fällen im Kräfteansatz unter der Schwelle zum offenen Krieg bleiben und durch seine Eigenart auch den Verteidiger dazu zwingen, den Ausbruch des offenen Krieges zu vermeiden.“

### Methoden und Akteure
Als Methoden und Taktiken des VK wurden Spionage, Menschenraub, Provokationen, Demonstrationen, passiver Widerstand, Rufmord, Untergrabung der Staatsautorität und Wirtschaftsmoral, Zersetzung und Landfriedensbruch angesehen.
Als Akteure wurden Stör- und Sabotagetrupps, Partisanen, größere Banden, und Helfer wie z. B. Agitatoren und Demagogen betrachtet.

### Angriffsziele
Als Angriffsziele wurden vorwiegend politische und weniger militärische Objekte angesehen:
1. Die Eroberung der Macht unter Vermeidung des offenen Kriegs (vorzugsweise in so genannten unterentwickelten Ländern in Asien, Afrika und Lateinamerika).
2. Das Einsetzen einer gefügigen Regierung unter Vermeidung des offenen Kriegs, auch im Rahmen einer Volksfront.
3. Die Veränderung des weltpolitischen Schwergewichts durch indirekten Druck mittels VK-Aktionen, ohne dass diese direkt zu einem Erfolg in den aufständischen Ländern führen.
4. Als Vorstufe zum offenen Krieg: Zerstörung der gegnerischen Infrastruktur bereits im Spannungsfall.
5. Als Begleiterscheinung des offenen Kriegs: Partisanen- oder Bandenkämpfe zur Unterstützung der regulären Truppen.

### Allgemeine Kampfgrundsätze

#### Im Frieden
Die VK kämpfen zuerst aus der Defensive heraus; in ländlichen Regionen (oder Staaten) als irreguläre Verbände, in den Industriestaaten eventuell sogar als Einzelkämpfer. Ziel ist die Irreführung der Bevölkerung durch Propaganda und Ausstreuung von Gerüchten, Provokation der Ordnungskräfte, Schaffung von Märtyrern. Dabei geht die Lähmung des Staatsapparats vor Zerstörung, da seine intakte Übernahme das eigentliche Ziel ist. Nur im Extremfall soll die Zerstörung durchgeführt werden, falls z. B. keine Hoffnung auf Unterstützung der Bevölkerung zu erwarten ist.
Die VK bedienen sich dabei des so genannten Ölflecksystems (tache d´huile) des französischen Militärstrategen Hubert Lyautey (1854–1934): Viele kleine Störstellen wachsen zu größeren zusammen, die ein vom Angreifer beherrschtes Gebiet umfassen. Die Sabotage dient vordringlich nicht der Zerstörung von Produktionsstätten:
1. sollen die Arbeiter nicht gegen die Insurgenten aufgebracht werden,
2. soll die Produktion möglichst intakt übernommen werden. Sabotage soll sich richten gegen:
  - Die Verwaltung (z. B. durch Kalkulationsfehler, Vernichtung von Akten, Fehlleitungen)
  - Versorgungseinrichtungen (z. B. Werkstätten, Depots, Lager, Pipelines, Flugplätze)
  - Eisenbahnnetz (Fahrleitungen, Unterbau, Eisenbahnstationen, rollendes Material)
  - Fernmeldenetz (Leitungen, Telefonzentralen)
  - Straßennetz (Brücken mit Versorgungsleitungen, Verkehrsknotenpunkte, Schilder)
  - Elektrizitätsnetz
  - Gas- und Wasserversorgung (Pumpwerke, Talsperren, Gaswerke)
  - Kanalisation
  - Binnenschifffahrt (Hebewerke, Schleusen)
  - Hochseeschifffahrt (Hafenanlagen, Leuchttürme, Signalanlagen)
  - Militärische Objekte (Kasernen, Depots, Geräte, Fahrzeuge, Kriegsschiffe).
  - Rundfunk- und Fernsehsender.

Die Koordination und Durchführung dieser Aktionen setzt nach Wolf u. a. hohe Anforderungen an Disziplin und Geschicklichkeit in einer irregulären Truppe voraus.

#### Im Krieg
Die zuvor aufgeführten Aktionen wurden auch für den Kriegsfall angenommen, nur dass sie in diesem Fall mit regulären Kräften koordiniert werden sollten.

## Abwehr. Ausbildung für Bundeswehr, Polizei und Bundesgrenzschutz
Zur Abwehr schienen folgende Gesichtspunkte notwendig: Kenntnis der Eigenarten des VK sowie die Vorbereitung der politischen und militärischen Führung, der Bevölkerung und der Bundeswehr. Wichtig erschien bei der Ausbildung der Bundeswehr:
- Zur Abwehr dürfen nur legale Kampfmethoden angewandt werden.
- Keine Vergeltungsakte, da diese von den Angreifern sogar gewünscht werden, um zu provozieren und Teile der Bevölkerung zum Überlaufen zu bringen.
- Rasche, bewegliche und anpassungsfähige Abwehr der irregulären Verbände.
- Zerstörung der wichtigsten Kommunikationslinien der Angreifer zu ihrer Zentrale.
- Einkreisung und Einengung der Angreifer (umgekehrtes Ölflecksystem).
- Enges Zusammenwirken aller beteiligten Stellen und Verbände.

Auf politisch-psychologischer Ebene wurde die Stärkung der eigenen Kräfte, auch die von gesellschaftlichen Kräften wie demokratischen Parteien und Gewerkschaften gefordert. Schwärmern, Utopisten, Fanatikern und Querulanten sollte die Gefolgschaft entzogen werden. Als wesentlich für die Abwehr erschien auch die Koordinierung der Verteidigungsmaßnahmen im militärischen und nicht-militärischen Bereich.
Geographisch schien die BRD zwar nicht sonderlich gefährdet, da echte Rückzugsräume und so genannte Leerräume nicht vorhanden seien. Dagegen galten Hafen- und Industriestädte sowie Altstädte als besonders gefährdet im Gegensatz zu den übersichtlichen Neubaugebieten. Die Grenzen im Norden, Westen und Süden wurden als Einfallstor für Agenten angesehen; Grenz- und Ferienorte als besonders gute Verbindungsstellen angesehen, da sich hier Ortsfremde über längere Zeit unauffällig bewegen konnten.
Die politische Situation schien Wolf et al. 1965 gesichert, doch wurde die immer komplexer werdende Automatisierung und Rationalisierung als störanfällig angesehen. Die psychologische Situation erschien dagegen unsicher. Auf der einen Seite erschien der Masse der Bevölkerung der Wohlstand als positiv, andererseits könnten im Spannungsfall Ängste als Erinnerung an den letzten Krieg (Zweiter Weltkrieg) auftreten. Als besonders gefährlich wurde ein Szenario angesehen, in dem die Angreifer beabsichtigen würden, den Einsatz der NATO-Verbündeten der Bundeswehr zu vermeiden und den VK als innerstaatliche Angelegenheit der Bundesrepublik zu inszenieren.
Ein anderes Szenario erschien ebenso gefährlich. Zwar bestände für die BRD keine konkrete Gefahr, doch im Fall einer weltpolitischen Spannung könnten kommunistische Strategien des VK in Westeuropa die Handlungsweise des US-Präsidenten beeinflussen.
Als besonderes Problem wurde angesehen, dass in der DDR unbemerkt Personal für den VK in der Bundesrepublik ausgebildet werden könnten, da es keine Unterschiede in der Sprache und den Lebensgewohnheiten gäbe. Ein großzügiges Asylrecht und verwandtschaftliche Beziehungen würden das Einschleusen von Agenten, Spionen und Saboteuren erleichtern. Für 1963 wurde die Tätigkeit von 16.000 Ostagenten in der Bundesrepublik angenommen. Die Fälle Frenzel und Felfe machten deren Potential deutlich, außerdem hätten 20 % der westdeutschen Bevölkerung Verwandtschaft in der „SBZ“. Wolf/Günter/Moritz gingen davon aus, dass die SBZ bereits ausreichend gefälschte Dokumente, aber auch Uniformen von Bundeswehr, Polizei, BGS, Bundesbahn, Technisches Hilfswerk und Deutsches Rotes Kreuz bereitgestellt habe.

## Szenarien für den VK in der Bundesrepublik
Wolf/Günter/Moritz sahen bereits einige Elemente des VK in Tätigkeit, z. B.
- Propagandistische Einwirkungen
- Diffamierung führender Persönlichkeiten
- Diffamierung der Bundesrepublik im Ausland durch falsche Behauptungen wie das Streben nach Atomwaffen oder das Vorhandensein einer starken Nazibewegung,
- Grenzprovokationen und Reisebehinderungen,
- Menschenraub, Erpressung und Spionage,
- Einschleusen von Agenten in Betriebe und Zielobjekte aller Art,
- Aufbau eines Funktionsnetzes für Sabotage und Untergrundarbeit,
- Einzelfälle der Behinderung und Störung der Produktion.

Im Ernstfall sei damit zu rechnen, dass der Gegner die verschiedenen Interessengruppen im Land gegeneinander auszuspielen versuche und gezielte Sabotageaktionen durchführen könne:

„Zum Beispiel bietet es dem kommunistischen Angreifer keine Schwierigkeit, eine große neonazistische Welle vorzutäuschen. Eine solche scheinbare Nazibewegung kann mit dem Anbringen von Hakenkreuzen an vielen Orten der Bundesrepublik beginnen und mit Gewalttätigkeit gegen einzelne Repräsentanten der Demokratie oder Sabotagehandlungen an Friedhöfen, Synagogen und ähnlichen Einrichtungen fortgesetzt werden.“

## Konzepte zur Abwehr des VK in der Bundesrepublik. Die Heimatschutztruppe
Während die Bereitschaftspolizeien der Länder und der Bundesgrenzschutz in der Bundesrepublik von 1950 bis ca. 1975 ohnehin mit Konzepten des Polizeikampfs operierten, die schon in den 1920er Jahren in der Auseinandersetzung mit dem Militärapparat der KPD entwickelt worden waren (Mitteldeutscher Aufstand 1921, Hamburger Aufstand 1923), war diese Situation für die Bundeswehr neu. Sie verfügte weder über taktische Konzepte oder Ausbildungsrichtlinien noch über Spezialeinheiten zur Bekämpfung von Banden und Saboteuren. Dies änderte sich 1964/65 mit der Aufstellung der sogenannten Heimatschutztruppe, die aus dem Territorialheer hervorging:

„Ziel der Ausbildung ist ein nach modernen Grundsätzen ausgebildeter und einsatzbereiter Soldat der Heimatschutztruppe, der einen in den vielfältigen Erscheinungsformen des Verdeckten Kampfes angreifenden Gegner abwehren kann.“

Die Heimatschutztruppe hatte drei Aufgaben:
1. Das Zerschlagen luftgelandeter oder durchgebrochener schwächerer Feindkräfte,
2. Die Bekämpfung von Banden und Terrororganisationen,
3. Die Sicherung so genannter Empfindlicher Punkte (EP) gegen Banden oder andere Gegner.

Zur Abwehr dieser Gegner sollten dienen:
1. Lokal stationierte selbständige Sicherungskompanien und Sicherungszüge, die in der Regel ein eng begrenztes Objekt zu schützen hatten,
2. Die Grenadierbataillone TV (TV = Territorial-Verteidigung) für den beweglichen Einsatz, insbesondere als Eingreifreserve,
3. Jagdkommandos bzw. sogenannte Jägerzüge zum Aufspüren von Feindgruppen, deren Einschließung und Vernichtung.

Vordringlichste Aufgabe der Heimatschutztruppe war jedoch nicht der Schutz von militärischen und zivilen Objekten, sondern die Aufrechterhaltung der Operationsfähigkeit der NATO-Truppen; diesem Ziel waren alle anderen Aufgaben untergeordnet. Die Ausbildung erfolgte noch 1966 nach den Vorläufigen Richtlinien für die Ausbildung der Heimatschutztruppe. Ob diese jemals durch eine weitergehende Ausbildungsvorschrift ersetzt wurde, ist bislang unbekannt. Der Begriff VK scheint um 1980 aus dem westdeutschen militärischen Sprachgebrauch verschwunden zu sein.